# 真定府路
真定府路，北宋时的路。
庆历八年（1048年）置，为河北四安抚使路之一。治所在真定府（治今河北省正定县）。辖境相当今河北省阜平、行唐、藁城、宁晋、新乐、广宗、邱县、肥乡、临漳以西地区和河南省安阳、鹤壁、林州、汤阴等市县地。金朝时省。 

## 帅臣
- 北宋真定府路帅臣列表